# Ichneumon flavofacialis
Ichneumon flavofacialis là một loài tò vò trong họ Ichneumonidae.